# Annariitta Kottonen
Annariitta Kottonen,född den 27 juli 1958 i Joensuu, är en finländsk orienterare som tog VM-brons individuellt 1983.